# Virgilio Godoy Reyes
Virgilio Abelardo Godoy Reyes (León, 1 de mayo de 1934 - Managua, 17 de noviembre de 2016)  fue un político nicaragüense que se desempeñó como vicepresidente de su respectiva nación centroamericana desde el 25 de abril de 1990 hasta que renunció en octubre de 1995 para postularse para presidente en las elecciones presidenciales de 1996.
Godoy fue uno de los miembros fundadores del Partido Liberal Independiente (PLI). Fue elegido vicepresidente, en las elecciones de 1990, por la Unión Nacional Opositora (UNO, de la que el PLI era miembro) como compañero de fórmula de Violeta Barrios de Chamorro.
Godoy fue dos veces un candidato fallido a la presidencia: en las elecciones de 1984 y 1996. También fue maestro en la Universidad Nacional Autónoma de Nicaragua (UNAN León).

## Condecoraciones
- Medalla de honor en oro de la Asamblea Nacional (2013)[2]